# Menara Kuala Lumpur
Menara Kuala Lumpur – wieża telewizyjna w Kuala Lumpur w Malezji. Ma 15 pięter i wysokość 421 m. Jest jedną z najwyższych wież oraz wolno stojących budowli na świecie. Budowę ukończono w roku 1995, otwarcie miało miejsce 1 października 1996 roku.